# Suzuki Ram Air Direct
Suzuki Ram Air Direct (SRAD) is een stuwluchtinlaatsysteem van Suzuki motorfietsen met drukruimte (airbox) onder de tank.
SRAD werkt als Kawasaki’s Ram Air Intake System (RAIS). Door gaten in de kuip wordt lucht met kracht in de airbox gebracht. Door de overdruk die hierdoor ontstaat komt ook meer lucht (dus zuurstof en benzine) in de cilinders waardoor het motorvermogen toeneemt.
SRAD is de opvolger van DAIS op de Suzuki GSX-R 750 vanaf 1996. Suzuki was de eerste die met metingen van de vermogenstoename kwam. Het bleek tot 200 km/uur nauwelijks winst op te leveren (max. 2 %). Bij 270 km/uur was de winst 3,5 %, waardoor de motor 3 km harder liep. Bij de "normale" manier van lucht aanzuigen zou dezelfde motor waarschijnlijk ca. 6,5% vermogen verloren hebben als gevolg van vacuüm en warmte achter het motorblok, zodat de totale winst toch nog 10% is.